# Vlag van Harskamp

Vlag van Harskamp

De vlag van Harskamp is op 1980 vastgesteld als de dorpsvlag van de Gelderse dorp Harskamp. De vlag kan als volgt worden beschreven:
Wit, met een kruis waarvan de staander van rood is en de ligger van blauw.
De vlag toont hetzelfde beeld als het gemeentewapen. Het ontwerp was van Anton Jansen. De vlag lijkt sterk op de vlag van Profondeville.

## Verwante afbeelding

Wapen van Harskamp
Vlag van Profondeville

Acquoy
· Beekbergen-Lieren
· Beemte Broekland
· Bemmel
· Bennekom
· Bredevoort
· Deil
· Doornenburg
· Ederveen
· Elden
· Emst
· Enspijk
· Epse
· Gameren
· Gellicum
· Groenlo
· Harskamp
· Herwijnen
· Heukelum
· Heveadorp
· Hoenderloo
· Kerkdriel
· Klarenbeek
· Kootwijkerbroek
· Laag-Keppel
· Lathum
· Leuvenum
· Loenen
· Loil
· Meteren
· Netterden
· Oosterhuizen
· Radio Kootwijk
· Rumpt
· Schaarsbergen
· Spijk
· Stroe
· Teuge
· Uddel
· Ugchelen
· Vaassen
· Vierhouten
· Voorthuizen
· Vredenburg/Kronenburg